# Home d'Arlington Springs
L'home d'Arlington Springs és un conjunt de restes humanes del Plistocè superior descobertes a l'illa Santa Rosa, una de les illes del canal situada a la costa del sud de Califòrnia. El jaciment arqueològic d'Arlington Springs està protegit al Parc Nacional de les Illes del Canal i al comtat de Santa Barbara.

## Història

### Arqueologia
El 1959-1960, dos fèmurs van ser excavades per Phil C. Orr, conservador d'antropologia i paleontologia al Museu d'Història Natural de Santa Bàrbara, a Arlington Springs, a l'illa de Santa Rosa. Orr va creure que les restes eren d'un home de 10.000 anys i les va batejar com l'"Home d'Arlington Springs".
L'home d'Arlington Springs va ser posteriorment reexaminat el 1989 pels successors d'Orr al museu, el Dr. John R. Johnson i Don Morris. Els dos van arribar a l'avaluació inicial que l'home d'Arlington Springs era en realitat la "dona d'Arlington Springs". La datació per radiocarboni va determinar que les restes dataven de 13.000 anys BP, convertint les restes en l'esquelet humà més antic conegut d'Amèrica del Nord. The term "Arlington Springs Woman" was used at that time to refer to these remains.
Després d'un estudi posterior, Johnson va revertir la seva avaluació de gènere el 2006, on va concloure que les restes eren més probables que les d'un home, i que el nom "home d'Arlington Springs" tornava a ser el nom més adequat.

### Geologia
L'home paleoindi d'Arlington Springs va viure a l'antiga illa de l'època del Pleistocè a l'illa de Santa Rosae. Durant l'última era glacial, les quatre illes del nord del Canal es van mantenir juntes com l'única megailla de Santa Rosae
El temps era molt més fresc i el nivell del mar era 46 metres inferior a l'actual. La seva presència a una illa en una data tan primerenca demostra que els paleoindis més antics tenien embarcacions capaces de creuar el canal de Santa Bàrbara, i dona credibilitat també a una teoria de la "migració costanera" per a la població d'Amèrica, amb bots per viatjar al sud des de la Sibèria i Alaska.